# Vagivere
Vagivere is een plaats in de Estlandse gemeente Lääneranna, provincie Pärnumaa. De plaats heeft de status van dorp (Estisch: küla).
Tot in oktober 2017 viel Vagivere onder de gemeente Lihula, provincie Läänemaa. In die maand werd Lihula bij de gemeente Lääneranna in de provincie Pärnumaa gevoegd.

## Bevolking
Het dorp had 22 inwoners op 31 december 2011 en 17 inwoners op 31 december 2021.